# Apeadero Kilómetro 35
Kilómetro 35 era un apeadero ferroviario del Ferrocarril Central del Chubut en el Departamento Rawson, que unía la costa norte de la Provincia del Chubut con la localidad de Las Plumas en el interior de dicha provincia.

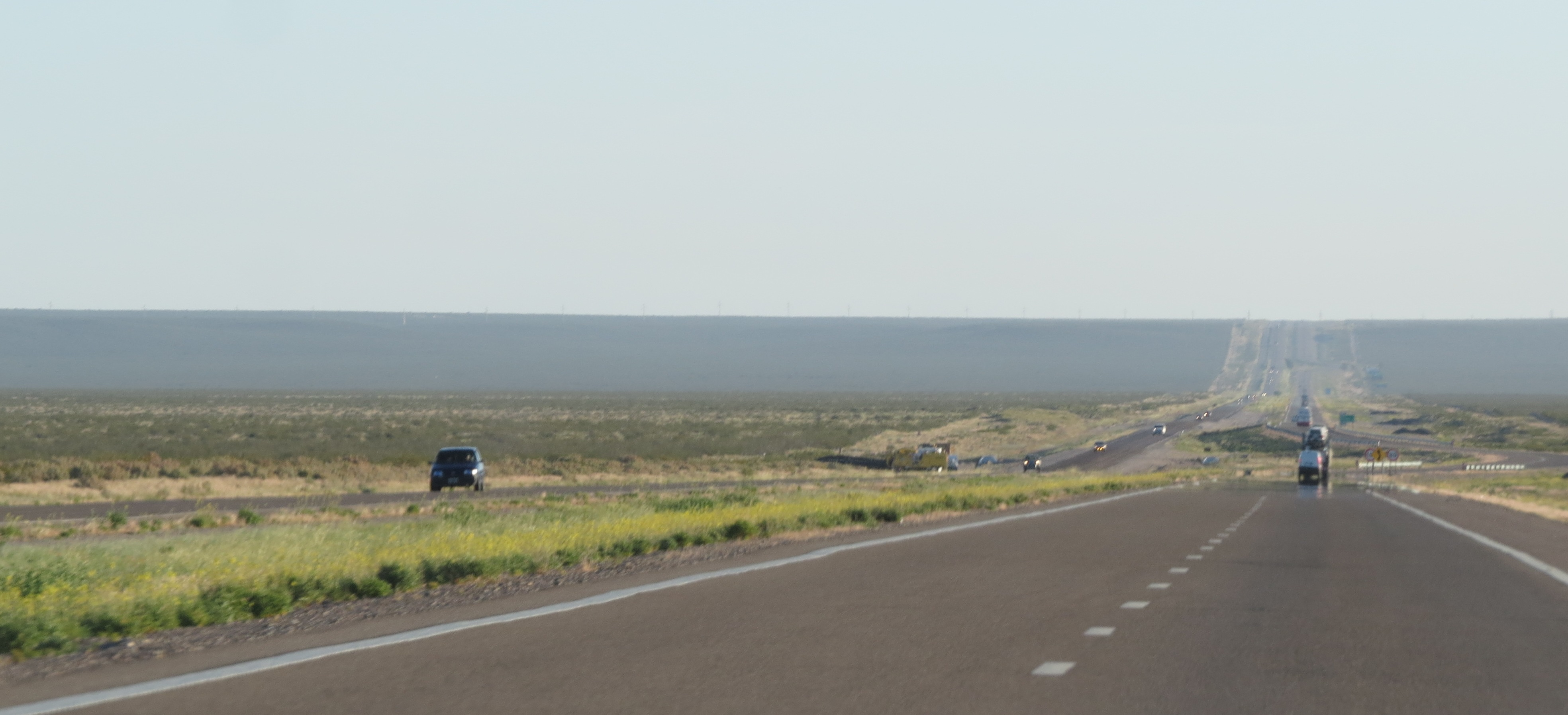
Tramo de la Ruta 3 por el Bajo Simpson.

## Toponimia
Este punto intentó ser llamado Llyn Aaron (en idioma galés) cuya traducción es Laguna de Aaron. El nombre llegó a figurar en algunos documentos históricos como el itinerario de 1920 y fue un homenaje al pionero de la colonia galesa Aaron Jenkins. El colono solía salir con frecuencia a cazar, con el fin de proveer de carne a los colonos. Fue así que descubrió el sitio de la laguna donde siempre podía cazar gran cantidad de animales. La abundancia llamó la atención ya que  se encuentra en la hostil meseta patagónica. Hoy este sitio es llamado Bajo Simpson.
Sin embargo, el apeadero tomó su nombre del punto kilométrico donde se encontraba, el cual es el kilómetro 34.9 de la vía férrea desde Puerto Madryn. La cifra fue redondeada para facilitar su uso en el lenguaje ferroviario. Por último, el desvío fue llamado, en muchos documentos Desvío público km 35.

## Características
Se hallaba a aproximadamente 48 metros sobre el nivel del mar. En los itinerarios siempre fue era nombrado como desvío o apeadero.
Existen dos fuentes que proporcionaron cual era la longitud de la vía auxiliar de este desvío: la primera es el itinerario de 1934 que arrojó 180 metros y un estanque de 20 m³ de capacidad. En cambió, el itinerario de 1940 afirmó que desvío era de 278 metros de longitud y un tanque de 25 m3.Este último dato coincidió con una recopilación de datos del itinerario de 1945 e informes de la época de clausura que también señaló el desvío era de 278 metros de longitud una toma de agua, y existía un tanque con capacidad de 25m³.
Posiblemente, la diferencia entre ambos documentos se deba a una mejor medición, ampliación o un error en la recopilación de datos.
Todos los documentos afirman que km 35 era el único desvío o apeadero que tenía toma de agua y un tanque para proveer agua a las locomotoras. En cuanto a las diferencias expuestas, posiblemente la diferencia entre ambos documentos se deba a una mejor medición, ampliación o un error en la recopilación de datos. Por otro lado, este punto era de los pocos desvíos que brindaba funciones auxiliares para el personal ferroviario; dado que el posteo telefónico que acompañaba a los rieles tenía aquí un teléfono instalado en una garita para la comunicación con las centrales.

## Funcionamiento

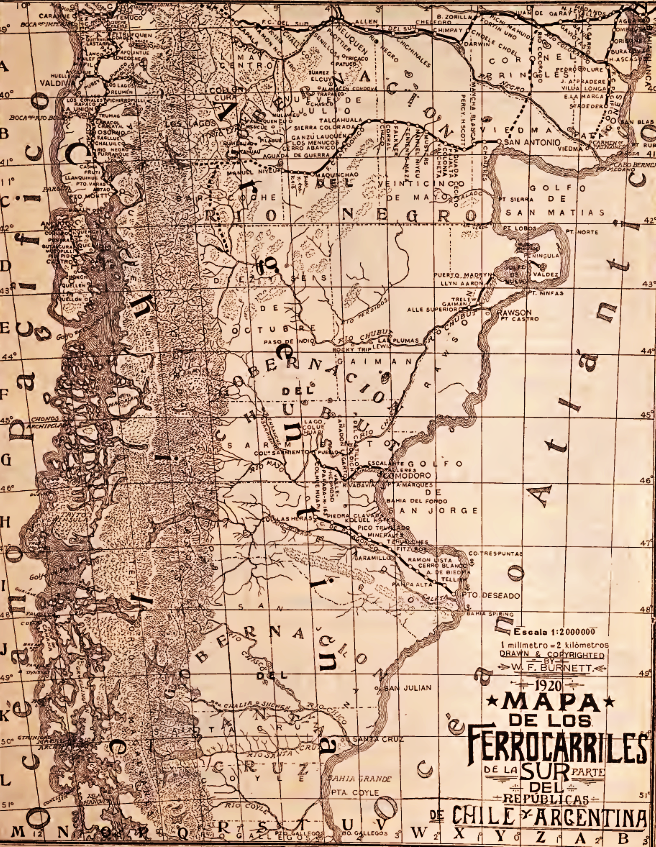
Mapa de las líneas ferroviarias patagónicas creadas hasta 1920. Nótese que es uno de los pocos mapas que registra al ferrocarril de Península Valdés, al Ferrocarril Central del Chubut incompleto hasta Valle Superior y la preferencia por Llyn Aaron como nombre del desvío.

Un análisis de itinerarios de horarios mostró que este punto tuvo consideración variable para el ferrocarril a lo largo de su historia. El primer informe de 1915 no lo mencionó.
Un segundo informe del año 1928 mostró al ferrocarril dividió en dos líneas. Desde Madryn partía la línea «Central del Chubut» con destino a Dolavon, previo paso por las intermedias. El viaje partía de esta estación a 7:30 y arribaba a este destino a las 8:55. En tanto, el tren tardaba en unir Madryn con el apeadero Desvío km 35 1:25 minutos y con Trelew 2:30 con leve mejora. Este viaje contenía una sub línea a Gaiman que salía a las 7:30 y arribaba a destino a las 11:30.
La segunda era llamada «A Colonia 16 de Octubre». Aunque el tren no arribaba a dicha colonia, lo hacía en combinación con buses. Esta línea recorría el resto del tendido hasta Alto de Las Plumas. Sin embargo, el punto de salida era Rawson y no Madryn. El viaje iniciaba a las 9:25 y culminaba a las 18:57. 
Un tercer informe de 1930 expuso unificadas las dos líneas anteriores y puso a Madryn como cabecera. El viaje partía de la estación Madryn a las 7:30 para arribar a este apeadero a las 9:05 con una leve mejora de tiempo.
El cuarto informe de 1934 mostró como uno de los más completos y el primero en mencionar a varios desvíos cercanos a este apeadero que aparecieron por primera vez. En el se describieron varias líneas que pasaron por km 35. La primera línea de Madryn - Trelew partía desde las 8:30 todos los días, menos los miércoles y domingos en tren mixto con arribo a las 10:50. Los domingos se ejecutaba un servicio desde 20:00 con arribo a Trelew 22:20. Por otra parte, desde Puerto Madryn el viaje principal de la línea partía a las 8:30 los miércoles con arribo a Alto de las Plumas 20:15. En todos los viajes el trayecto a km 50 tomaba 29 minutos y para unirse con km 22 se requerían 28 minutos Por último, este fue el primer itinerario que clasificó a km 35 como parada opcional de los servicios ferroviarios, deteniéndose estos solo si había pasajeros y cargas a servir.
El quinto informe de 1936 presentó mejoría en los tiempos de viajes a vapor y la novedad de los coches motor. El viaje a Las Plumas iniciaba a las 8:45 y culminaba 19:30. La línea a Dolavon mejoró su tiempo iniciando a las 8:45 y culminaba a las 12:50. Este documento informó que se suspendió la línea Madryn a Gaiman. Se sumó una línea de Madryn con salida a las 8:45 y llegada a Trelew 11:05. No obstante, km 35 continuó con su  decadencia y los trenes dejaron de llevar pasajeros y cargas de forma obligatoria. De este modo, el apeadero pasó a ser solo una para optativa de los servicios ferroviarios que arribaban en caso de ser solicitados por interesados. 
El sexto informe del 1 de abril de 1938 expuso leves variaciones. El apeadero mantuvo su categoría optativa. Ergo, km 35 fue paso de varias líneas: el viaje principal partía los miércoles desde Madryn a Las Plumas a las 8:00 horas para arribar a las 19:30 horas; línea Puerto Madryn-Dolavon se realizó solo los lunes desde las 8:00 con arribo a 12:50. Luego, se retornaba desde las 13:05 con llegada a Madryn a las 17:30 el mismo día y por último la línea Madryn - Trelew volvió a presentarse, partía desde las 8:00 jueves y sábado en tren mixto con arribo a las 10:50. Uno de los datos llamativos del itinerario es que solo describió a este desvío, km 35 y a km 161 como los únicos desvíos en toda la línea. Este hecho además de exponer una en clara omisión a todos los demás apeaderos y desvíos; clasificó a esos 3 puntos como los apeaderos más importantes para ese tiempo. No obstante, aunque las 3 eran paradas optativas de los servicios ferroviarios.
El itinerario de Ferrocarriles del Estado del 15 de diciembre de 1940. El ferrocarril mostró que km 35 era paso de tres líneas: en primer lugar el viaje principal partía los miércoles desde Madryn a Las Plumas a las 7:45 horas, paso por km 35 9:00 y para arribo a las 19:30 horas a Las Plumas; mientras que el regreso se emprendía desde Las Plumas los jueves las 7:00, con paso por km 35 16:25 y llegada a Madryn a las 17:30. Por otro lado, la línea Puerto Madryn-Dolavon se realizó los lunes y sábados desde las 7:45, visitado 9:00 el desvío y arribo a 12:40 a Dolavon. En tanto, se retornaba desde Dolavon a las 13:00, con visita a km 35 a las 16:25 y llegada a Madryn a las 17:30 en el mismo día. La última línea de la vía principal descripta fue la que ejecutaba el tramo Madryn - Trelew; la misma partía los jueves desde las 7:45, paso por km 35 a las 9:00 y arribo a Trelew a las 10:05. Además, se ofrecía un servicio los domingo desde las 19:00, con paso a las 20:08 por este desvío y finalización las 21:00. Por último, el itinerario no informó en este desvío ningún tipo de edificio; por lo que solo funcionaría como una parada simple.
El informe de 1942 no brindó grandes variaciones con el de 1936. También, mantuvo las condiciones el servicio partía desde Madryn a Las Plumas a las 8:00 horas para arribar a las 19:30 horas.
El itinerario de 1946 fue uno de los más completos que abordó al ferrocarril. En este informe se comunicó la continuidad de existencia de la línea a Colonia 16 de octubre y la del Central del Chubut. El viaje partía siempre en trenes mixtos de cargas y pasajeros. El tren salía de Madryn a las 7:30, luego el viaje culminaba en Altos de Las Plumas a las 19:30. El tiempo de 12 horas de viaje se debió a que el mismo se hacía a vapor. Los servicios de trenes mixtos arribaban a km 35 a las 8:43, estando separado de km 22 por 24 minutos y de km 50 por 29 minutos. Este viaje solo se hacía los miércoles. En tanto, el servicio al de Madryn al valle del Chubut partía 7:30 los días lunes y sábado. Esta línea podía terminar optativamente en Dolavon a 11:40 o en Boca de Zanja a las 12:30. Por último, también se brindaba una línea de Madryn a Trelew jueves con salida a las 7:30 y llegada a las  9:45. Los domingo se partía a las 19:20 y arribaba a las 21:20. Todas las líneas que pasaban por este punto continuaron brindando servicios optativos, parando solo si había cargas o pasajeros dispuestos.
El mismo itinerario con fecha el 15 de diciembre de 1946 fue presentado por otra editorial y en el se hizo mención menos detallada de los servicios de pasajeros de este ferrocarril. El itinerario difirió principalmente en lo relacionado con varios puntos como estaciones y apeaderos que fueron colocados con otros nombres. Sin embargo, la diferencia más notable fue la ausencia de los desvíos vecinos km 22, km 50, km 114 y km 122. Solo se volvió a describir a este desvío, km 95 y a km 161 como los únicos desvíos en toda la línea. De esta forma, estos 3 puntos volvieron a ser los apeaderos más importantes para ese tiempo. A pesar de esto los 3 eran paradas optativas de los servicios ferroviarios. Por último, desde este informe de horarios no se volvió a referir a Boca de la Zanja como terminal optativa de la línea Central del Chubut. De este modo, Dolavon terminó siendo la única terminal de la línea.
El 10 de diciembre de 1948 fue presentado otro itinerario. El desvío fue paso de varias líneas: El primer lugar viaje completo iniciaba en Madryn a los jueves desde las 7:40, pasando por km 35 a las  8:54 y finalizaba en Altos de las Plumas a las 18:20. El regreso se producía los viernes desde las 9:20, visitando km 35 a las 18:00 y arribo a Madryn a las 19:20. La línea Madryn - Trelew se ejecutó con trenes mixtos los lunes y viernes de 7:40 a 10;00 y los domingos de 18:10 a 19:58. Por otra parte, la línea Madryn - Dolavon se llevó a cabo con trenes mixtos los miércoles y sábados de 7:40 a 12; mientras que el regreso se producía en los mismos días desde las 12:55 con arribo a Madryn a las 18:30. El desvío figuró como para obligatoria de todas las líneas y como punto obligatorio para cargar agua.  
Para el último informe de horarios de noviembre de 1955 se volvió a ver disociada a la estación Madryn del resto de la línea. De este modo, la estación Madryn y todos los apeaderos hasta Trelew quedaron sin informar servicios y horarios. Solo se comunicó que los servicios de pasajeros corrían desde las 10:30 de Trelew en trenes mixtos hacia Las Plumas con arribo a las 17:43.
Este apeadero del ferrocarril funcionó desde el 11 de noviembre de 1888 (siendo el primer ferrocarril de la Patagonia Argentina), hasta el año 1961 en el que fue clausurado.